# All Jolly Fellows that Follow the Plough
All Jolly Fellows that Follow the Plough, Roud 346 även känd som Ploughman's Song (Plöjarens sång), är en engelsk folksång om hästkarlarnas arbetsliv på en engelsk bondgård under 1800-talet, före det motoriserade jordbruket. Olika varianter av sången har samlats in från många traditionella sångare - Cecil Sharp observerade att "nästan alla sångare känner till sången: de dåliga sångarna kan oftast väldigt lite annat".  Den har spelats in av många sångare påverkade av den andra brittiska folkvågen. 

## Handling
Berättaren i sången beskriver hur han och hans arbetskamrater väcks vid fyra på morgonen av sin husbonde:
Twas early one morning at the break of the day

The cocks were all crowing and the farmer did say,

'Come rise my good fellows, come rise with good-will.

Your horses want something their bellies to fill'
Plöjarna fodrar och gör i ordning sina hästar, sedan efter frukost leder de hästarna till fälten för att plöja, medförande matsäck. Varje arbetskarl förväntas plöja ett tunnland (0,5 hektar) varje dag. Klockan två på eftermiddagen kommer bonden till fältet och låtsas skälla ut sina anställda: 
'What have you been doing, boys, all this long day?

You've not ploughed an acre, I swear and I vow.

You're all idle fellows that follow the plough'.
Berättaren står upp mot denna anklagelse: "We've all ploughed our acre, so you've told a damn lie" (vi har plöjt vårt tunnland, så du har ljugit). Bonden skrattar åt sitt skämt, och säger till plöjarna "It's time to unyoke" (dags att sela av hästarna), samt lovar dem en kanna av hans allra bästa ale när de har tagit hand om sina hästar. Sången slutar med en uppmaning till andra plöjare att inte vara rädda för sina husbönder och berättaren säger "You're all jolly fellows that follow the plough" (ni är alla glada kamrater som går bakom plogen).